# Agapea
Agapea es una librería online española fundada en 2002 en Málaga. En sus primeros años se especializó en la venta de libros técnicos y temarios de oposiciones a través de internet. Más tarde amplió su catálogo, ofreciendo libros de todas las temáticas. Agapea Factory Sa se encuentra en la posición 14.094 del Ranking Nacional de Empresas, con una facturación de 13.483.302 € en 2020 y en el top 10 de los e-commerce de libros, películas, música y juegos en España.

## Historia
Fue fundada en 2002 por Miguel Ángel Ferrero y Diego Jiménez, y empezó sirviendo pedidos de un centro de estudios únicamente por internet. En octubre de 2006 abrió su primera librería en la zona universitaria de Málaga y en 2009 inauguró nuevo almacén en la ciudad de Málaga con capacidad para 200.000 ejemplares.

## Librerías
Además de la venta a través de su página web, Agapea tiene 5 librerías y un punto de recogida. Cuenta con librerías físicas en Santa Cruz de Tenerife, Palma de Mallorca, Málaga, Las Palmas de Gran Canaria y un punto de recogida en Barcelona. En julio de 2022 abrió en las Palmas de Gran Canaria la librería más grande de Canarias.